# Requiem (Mozart)

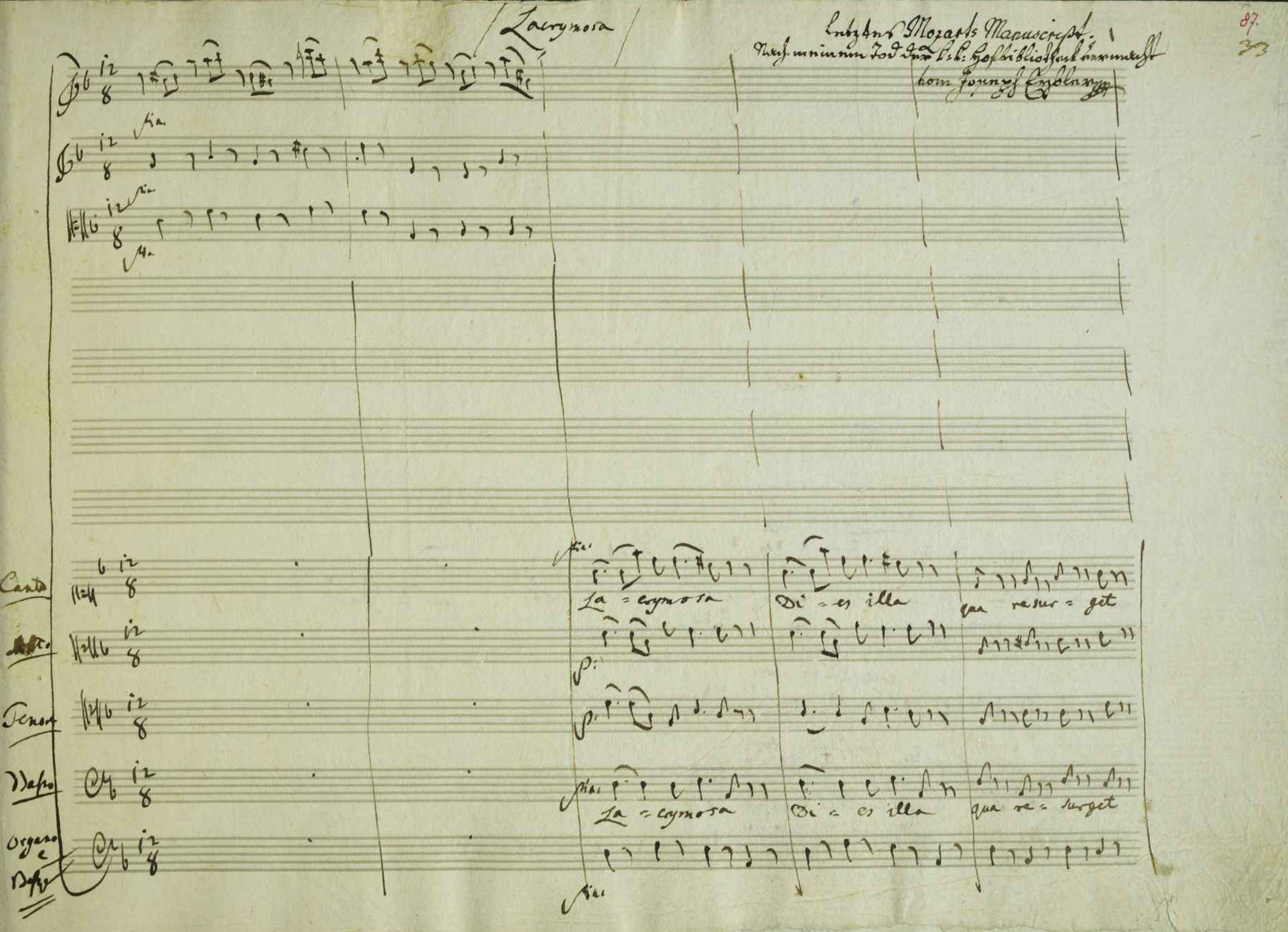
Die ersten fünf Takte des Lacrimosa in der „Arbeitspartitur“. Links oben die Streicherstimmen der Einleitung, rechts unten der Beginn des Vokalsatzes und des Continuo, beides in Mozarts Handschrift. Rechts oben der Schenkungsvermerk Eyblers für „Letztes Mozarts Manuscript“ an die k. k. Hofbibliothek. Auf der Rückseite des Blattes bricht, nach drei weiteren Takten, Mozarts Manuskript ab.

Das Requiem in d-Moll (KV 626) aus dem Jahr 1791 ist Wolfgang Amadeus Mozarts letzte Komposition. Obwohl es nur zu etwa zwei Dritteln tatsächlich von Mozart stammt, ist es eines seiner beliebtesten und am höchsten eingeschätzten Werke. Mozart starb während der Komposition. Da es sich um ein Auftragswerk handelte, vervollständigten Joseph Eybler und Franz Xaver Süßmayr, ein Schüler von Mozart, das Requiem im Auftrag von Constanze Mozart, der Witwe des Komponisten. Die Entstehungsgeschichte und Qualität der nachträglichen Ergänzungen werden seit langem heftig diskutiert. Die ungewöhnlichen Umstände des Kompositionsauftrags und der zeitliche Zusammenhang dieser Seelenmesse mit Mozarts frühem Tod haben zudem eine üppige Mythenbildung angeregt.

## Zur Entstehungsgeschichte
In den letzten Jahren vor seinem Tod wandte sich Mozart verstärkt der Kirchenmusik zu – eine ganze Reihe von Kyrie-Fragmenten wird auf die Jahre 1787–1791 datiert. Er versuchte, sich im kirchenmusikalischen Fach ein Auskommen zu sichern, indem er sich im April 1791 erfolgreich als Adjunkt des Domkapellmeisters an St. Stephan in Wien, Leopold Hofmann, bewarb. Die Stelle war zwar unbezahlt, doch erwarb sich Mozart so die „Erwartung auf die 2000 Gulden eintragende Kapellmeisterstelle“, also die Zusicherung einer sehr lukrativen Position. Am 17. Juni 1791 komponierte Mozart die kurze Fronleichnams-Motette Ave verum corpus (KV 618). Ein Arbeitsauftrag für ein größeres Kirchenwerk musste ihm somit sehr entgegenkommen.
Im Laufe des Jahres 1791 wurde Mozart durch Vermittler, die für den exzentrischen Grafen Franz von Walsegg agierten, mit der Komposition eines Requiems beauftragt und erhielt die Hälfte der Bezahlung im Voraus. Er hielt sich an die übliche Textgestalt des Requiems und verzichtete lediglich, wie das in den meisten musikalischen Bearbeitungen der Fall ist, auf eine Vertonung von Graduale und Tractus. Als Vorbild mag das Requiem c-Moll von Michael Haydn gedient haben, an dessen Uraufführung 1771 der fünfzehnjährige Mozart und sein Vater Leopold im Orchester der erzbischöflichen Hofkapelle in Salzburg mitgewirkt hatten.
Während des Kompositionsprozesses erkrankte Mozart schwer. Bis zu seinem Tod am 5. Dezember 1791 hatte er lediglich den Eröffnungssatz des Introitus (Requiem aeternam) mit allen Orchester- und Vokalstimmen niedergeschrieben. Das folgende Kyrie und der größte Teil der Dies-irae-Sequenz (vom Dies irae bis zum Confutatis) waren lediglich in den Gesangsstimmen und dem bezifferten Bass fertiggestellt, darüber hinaus waren verschiedentlich einige wichtige Orchesterpartien (etwa Posaunensolo im Tuba mirum, öfter Stimme der ersten Violinen) kurz skizziert. Der letzte Satz der Sequenz, das Lacrimosa, brach nach acht Takten ab und blieb unvollständig. In den 1960er Jahren wurde eine Skizze für eine Amen-Fuge entdeckt, die offenbar die Sequenz nach dem Lacrimosa hätte beenden sollen. Die folgenden beiden Sätze des Offertorium, das Domine Jesu Christe und das Hostias, waren wiederum in den Gesangsstimmen und teilweise im Continuo ausgearbeitet. Sanctus mit Benedictus, Agnus Dei und Communio fehlten völlig.

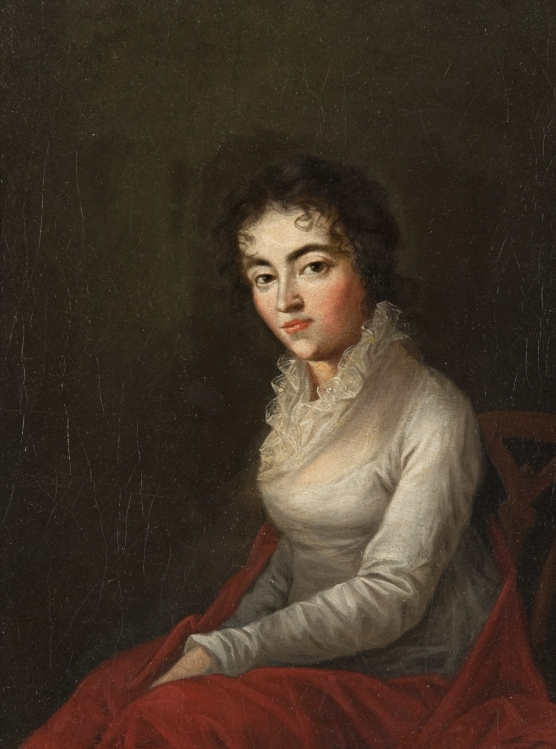
Constanze Mozart. Porträt von Joseph Lange

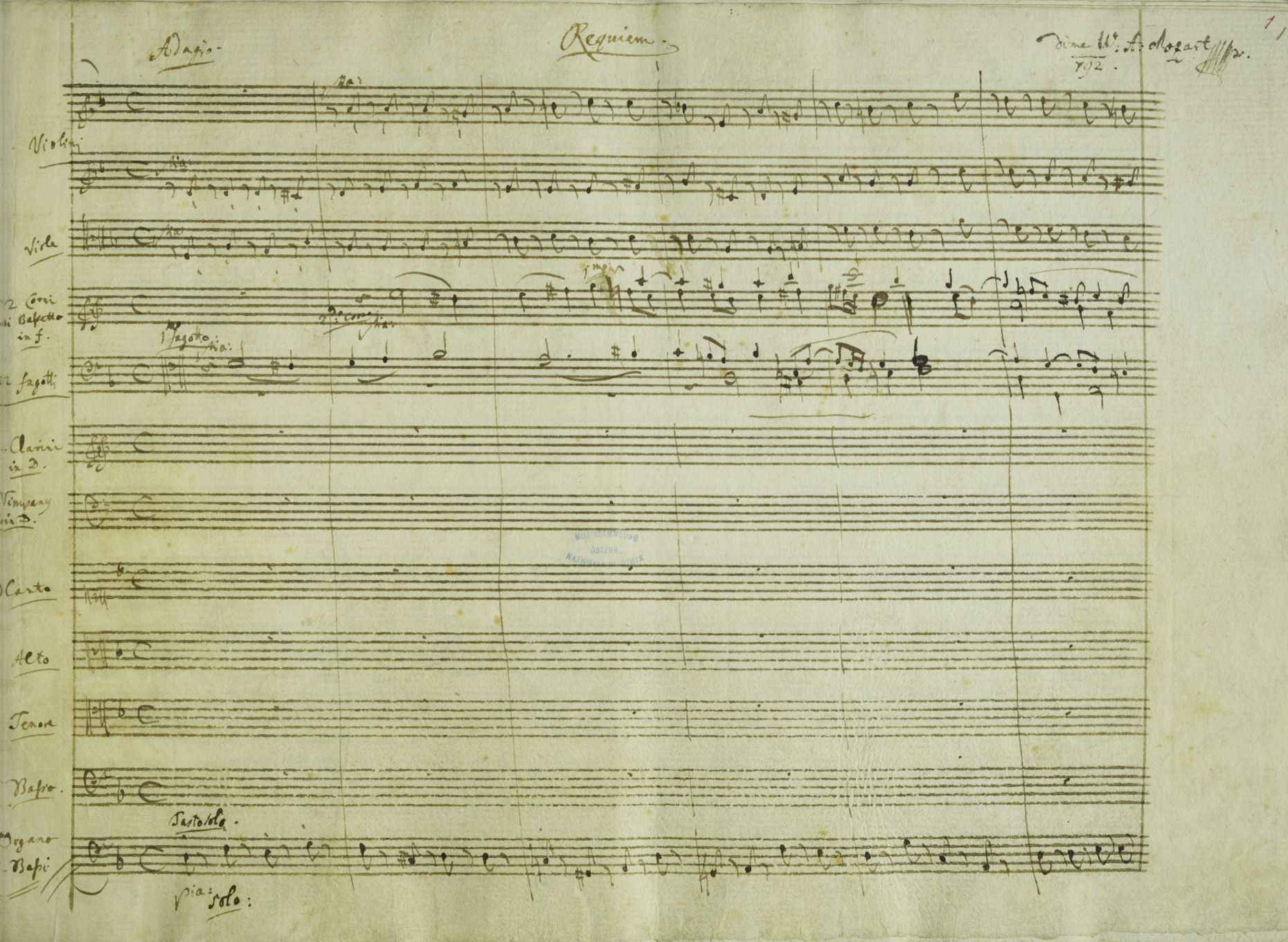
Erste Seite der „Ablieferungspartitur“ in Mozarts Handschrift. Rechts oben die Unterschrift „di me W. A. Mozart mppr. 1792“ (di me = „von mir“, mppr. = manu propria, eigenhändig), die Handschriftenanalysen zufolge von Süßmayr gefälscht wurde.

Der Witwe Mozarts, Constanze Mozart, war verständlicherweise sehr daran gelegen, dass das unvollständige Werk abgeschlossen wurde, um die Vorauszahlung nicht zurückzahlen zu müssen und die zweite Hälfte der Kaufsumme zu erhalten. Sie beauftragte daher andere Komponisten, meist Schüler Mozarts, mit der Fertigstellung. Zunächst wandte sie sich an Joseph Eybler. Er arbeitete an der Instrumentation der Sätze vom Dies irae bis zum Lacrimosa, gab den Auftrag dann aber aus unbekannten Gründen zurück. Seine Ergänzungen schrieb er direkt in Mozarts autografe Partitur.
Die Arbeit wurde einem anderen jungen Komponisten und Schüler Mozarts anvertraut, Franz Xaver Süßmayr, der sich für die Instrumentation auf Eyblers Arbeit stützen konnte. Süßmayr komplettierte die Orchestrierung der Sequenz sowie des Offertoriums, stellte das Lacrimosa fertig und komponierte weitere Sätze: Sanctus, Benedictus und Agnus Dei. Dann ergänzte er die Communio (Lux aeterna), indem er die beiden Eröffnungssätze, die Mozart noch selbst komponiert hatte, wiederholte und ihnen den Text des Lux aeterna unterlegte. Ob auch die Trompeten- und Paukenstimmen im Kyrie von Süßmayr stammen, ist heute umstritten.
Während die Ergänzungen des Kyrie sowie Eyblers Instrumentation direkt in Mozarts Partitur eingetragen wurden, übertrug Süßmayr für den Rest des Werks Mozarts Notentext und auch (teilweise nach eigenen Vorstellungen verändert) Eyblers Ergänzungen auf neues Notenpapier. Es entstanden so zwei Partituren: die „Arbeitspartitur“, die nur Mozarts Handschrift und Eyblers Ergänzungen enthält und von Süßmayr als Arbeitsgrundlage benutzt wurde, und die „Ablieferungspartitur“ in der von Süßmayr fertiggestellten Fassung. Die letztere wurde mit einer (von Süßmayr) gefälschten Unterschrift Mozarts versehen, auf 1792 datiert und in diesem Jahr auch dem Boten des anonym gebliebenen Grafen Walsegg übergeben. Die entscheidenden Manuskripte, insbesondere die „Ablieferungspartitur“ und die „Arbeitspartitur“, fanden zwischen 1830 und 1840 nach und nach den Weg in die Wiener Hofbibliothek (heute Österreichische Nationalbibliothek).
Neben Eybler haben vermutlich auch noch weitere Komponisten an der Vervollständigung gearbeitet, deren Notizen Süßmayr wahrscheinlich ebenfalls nutzen konnte. So hat Maximilian Stadler offenbar zumindest Vorarbeiten zur Instrumentation des Domine Jesu geleistet. Die Begleitstimmen im Kyrie, die mit den Chorstimmen „mitgehen“ (colla-parte-Stimmen), stammen ebenfalls von einer anderen Hand; Leopold Nowak, der Herausgeber des Requiem-Bandes der Neuen Mozart-Ausgabe (NMA), hat Franz Jakob Freystädtler als Autor vermutet, was aber durch neuere Handschriftenbefunde ausgeschlossen werden kann.
Da die neu hinzugekommenen, von Süßmayr stammenden Teile z. T. deutliche motivische Bezüge zum von Mozart stammenden Notentext haben und außerdem Anlehnungen an andere Kompositionen Mozarts entdeckt wurden, wird häufig angenommen, dass Süßmayr oder andere Beteiligte an dem Werk auf mündliche oder schriftliche Hinweise Mozarts zurückgreifen konnten (Mozarts Witwe hat „Trümmer“ bzw. „Zettelchen“ von Mozart erwähnt).

## Zur Musik
Das Werk ist besetzt mit vier Vokalsolisten (Sopran, Alt, Tenor und Bass), vierstimmigem Chor und einem kleinen klassischen Orchester, bestehend aus zwei Bassetthörnern, zwei Fagotten, zwei Trompeten, drei Posaunen, Pauken, Streichorchester und Basso continuo (Orgel). Auffällig ist das Fehlen der hohen Holzbläser (Flöten, Oboen) und der Waldhörner. Der Klang des Orchesters wird somit stark durch den biegsamen, dunklen Ton der Bassetthörner bestimmt. So wird eine „durch die sparsame Instrumentation noch verstärkte starke Abdunklung und Transparenz erreicht, und eine düster-ernste Grundstimmung erzielt“.
Im Vordergrund steht im Mozart-Requiem durchweg der vierstimmige Vokalsatz, es gibt nur kurze rein instrumentale Partien. Das Orchester hat mit wenigen Ausnahmen eher dienende Funktion. Auch die Vokalsolisten treten hinter dem Chor deutlich zurück und werden (außer im Tuba mirum) im Wesentlichen als Ensemble eingesetzt. Arien und vergleichbare Formen solistischer Virtuosität fehlen ganz, anders als in anderen kirchenmusikalischen Werken oder gar Opern Mozarts und seiner Zeitgenossen. Der Chor erhält allerdings, zumindest im Kyrie, erheblichen Raum zur Glanzentfaltung.
Die Haupttonart des Requiems ist d-Moll, eine Tonart, die häufig (wie in den Komturszenen des Don Giovanni oder in Franz Schuberts Streichquartett Der Tod und das Mädchen) ernsten oder auf das Jenseits bezogenen Dingen zugeordnet wird. Die Tonarten bewegen sich (mit Ausnahme des nicht von Mozart stammenden Sanctus in D-Dur) größtenteils im Bereich von oft mit Dunkelheit, Emotion, Romantik, und Sterben assoziierten B-Tonarten (neben d-Moll etwa F-Dur, g-Moll, Es-Dur, B-Dur, auch a-Moll). Häufig sind die Anschlüsse der Sätze terzverwandt (etwa von d-Moll nach B-Dur).
Die Aufführungsdauer beträgt etwa eine Stunde (je nach Version der Vervollständigung und dem vom Dirigenten gewählten Tempo).

### Werkgestalt
Die hier angegebene Gliederung gibt diejenige der traditionellen Vervollständigung durch Franz Xaver Süßmayr wieder. Das Ordinarium der Totenmesse ist vollständig, aus dem Proprium fehlen das Graduale und der Tractus „Absolve Domine“. Dafür ist aber die sich üblicherweise dem Tractus anschließende Sequenz „Dies Irae“ Bestandteil der Komposition. Diese Sequenz ist seit dem Zweiten Vatikanischen Konzil nur noch in der außerordentlichen Form des römischen Ritus Bestandteil des Requiems.
I. Introitus: Requiem aeternam, Adagio, d (Chor, Sopransolo, Chor). Unmittelbar anschließend:
II. Kyrie, Allegro, d (Fuge) (Chor)
III. Sequenz
1. Dies irae, Allegro assai, d (Chor)
2. Tuba mirum, Andante, B (Solistenquartett)
3. Rex tremendae, g (Chor)
4. Recordare, F (Solistenquartett)
5. Confutatis, Andante, a (Chor)
6. Lacrimosa, d (Chor)

IV. Offertorium
1. Domine Jesu, Andante con moto, g (Chor, Solisten), Fuge Quam olim Abrahae (Chor)
2. Hostias, Es (Chor) mit Wiederholung der Fuge Quam olim Abrahae

V. Sanctus, Adagio, D mit Fuge Osanna (Chor)
VI. Benedictus, Andante, B (Solistenquartett) und Fuge Osanna (Chor)
VII. Agnus Dei, d (Chor). Unmittelbar anschließend:
VIII. Communio: Lux aeterna, Adagio, d (Sopransolo, Chor) + Allegro, d (Fuge, Chor) (Parodie von Mozarts Introitus [ab Takt 19] und Kyrie)

### Introitus und Kyrie

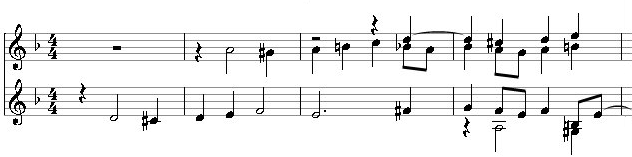
Eingangstakte des Requiems mit der Vorstellung des Hauptthemas – oben Bassetthörner, unten Fagotte

Das Requiem beginnt mit einer siebentaktigen Orchestereinleitung, in der die Holzbläser (zuerst Fagotte, dann Bassetthörner) in „überlappender“ Folge das Hauptthema des Werks vorstellen. Es hat sein Vorbild in einem Anthem von Georg Friedrich Händel (dem Chor The ways of Zion do mourn aus dem Funeral Anthem for Queen Caroline, HWV 264) und wirkt vor allem durch eine ansteigende Tonfolge in Vierteln einprägsam. In mehreren Sätzen des Werks finden sich Anklänge daran, unter anderem in den Koloraturen der Kyrie-Fuge und im Ausklang des Lacrimosa. Dieses Netz motivischer Beziehungen hat große Bedeutung für das Werk.
Die Posaunen kündigen dann das Einsetzen des Chores an, der das Thema zunächst in der Bassstimme und dann imitierend in den anderen Stimmen aufnimmt. Die Streicher spielen dazu um eine Sechzehntel verschobene, synkopische Begleitfiguren, die durch ihr „Nachklappen“ den feierlichen, gemessenen Charakter der Musik unterstreichen. Nach einem Sopransolo zum Text Te decet hymnus (im Tonus peregrinus), dessen Motive der Chor aufnimmt, wird das Hauptthema sowie ein weiteres, durch abwärts fließende Sechzehntelketten gekennzeichnetes Thema von Chor und Orchester verarbeitet. Wechsel und Ineinander von „gehaltenen“ steigenden und abwärts fließenden Melodieverläufen, aber auch Wechsel zwischen kontrapunktischen und akkordisch-deklamierenden Passagen (Et lux perpetua) machen den Reiz dieses Satzes aus, der mit einem Halbschluss auf der Dominante A-Dur endet.

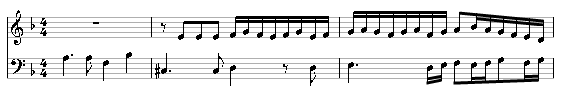
Eingangstakte des Kyrie. Im Bass das Hauptthema (auf den Text Kyrie eleison), im Alt das Kontrasubjekt auf Christe eleison

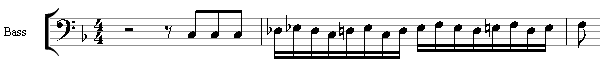
Chorbass, Takt 33f des Kyrie. Chromatische Variation des Kontrasubjekts („Gurgeleien“ nach Weber)

Ohne Pause (attacca) folgt die lebhafte Kyrie-Fuge, deren Thema – mitsamt dem Kontrasubjekt – ebenfalls von Händel übernommen ist (nämlich aus dem Schlusschor We will rejoice in Thy salvation aus dem Anthem for the victory of Dettingen HWV 265). Mozart kannte dieses Thema gut aus seiner Bearbeitung von Händels Messiah (vgl. den Chorsatz And with his stripes we are healed aus dem Messiah). Die Tonfolge wird in der Barockmusik häufig verwendet, sie erscheint etwa auch zu Beginn der Fuge in a-Moll aus dem zweiten Band des Wohltemperierten Klaviers von Johann Sebastian Bach, BWV 889. Die kontrapunktierenden Motive zu diesem Fugenthema nehmen die beiden Themen aus dem Introitus wieder auf und variieren sie. Die zuerst diatonisch steigenden Sechzehntel-Läufe werden im Lauf der Durchführung zunehmend durch chromatische abgelöst, was eine Steigerung der Intensität bewirkt. Dabei werden an die Höhen vor allem in der Sopranstimme einige Anforderungen gestellt (bis zum zweigestrichenen b). Eine Schlussformel in verlangsamtem Tempo (Adagio) endet in einer leeren Quinte, einem terzlosen Klang, der im klassischen Zeitalter archaisch wirkt, als bewusster Rückgriff auf Vergangenes.

### Sequenz (Dies irae)

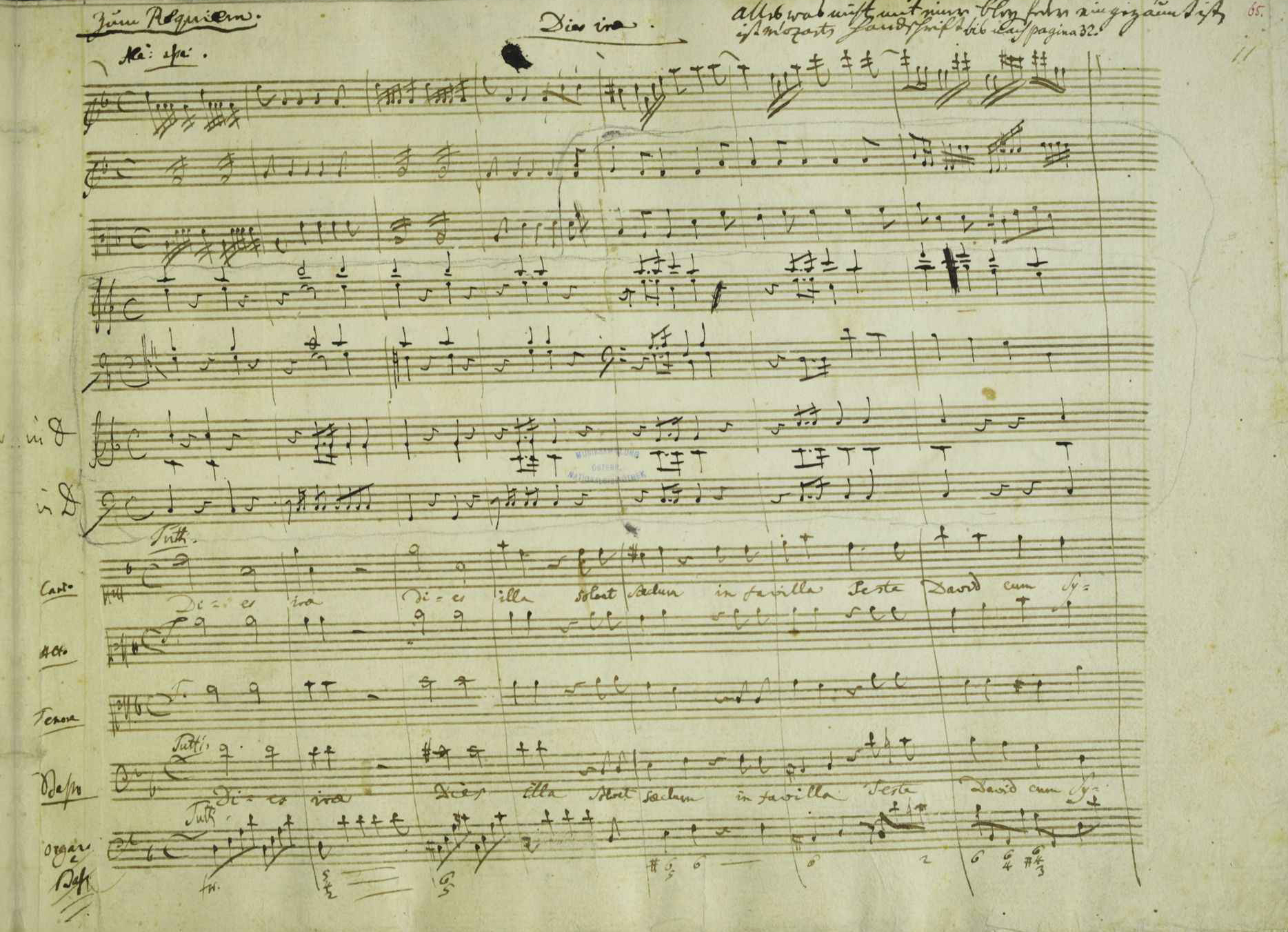
Der Beginn des Dies irae im Autograph mit Eyblers Instrumentation. Rechts oben Nissens Anmerkung: „Alles, was nicht mit einer Bleyfeder eingezäunt ist, ist Mozarts Handschrift bis auf pagina 32.“ „Eingezäunt“ sind, wie auf der Abbildung sichtbar, die Bläserstimmen (Zeile 4–7) sowie ab Takt 5 die zweiten Violinen und Bratschen (Zeilen 2 und 3). Die Stimme der ersten Violinen (Zeile 1), die Chorstimmen (Zeilen 8–11) und der bezifferte Bass (letzte Zeile) sind ganz von Mozart.

Das Dies irae setzt ohne Einleitung kraftvoll mit vollem Orchester und Chor ein. Die wuchtigen Chor-Rufe werden durch ein Tremolo des Orchesters und synkopierte Einwürfe in den Chorpausen grundiert und verstärkt. Darauf folgen mehrfach rasante chromatische Sechzehntelläufe der ersten Violinen bis zu den erneuten Choreinsätzen. Eine effektvolle Passage ist der dreimal wiederholte „zitternde“, von Generalbass, Violinen in tiefer Lage und Chorbass unisono vorgetragene Wechsel von gis und a in Achteln zum Text Quantus tremor est futurus („Welches Zittern wird sein“, nämlich am Dies irae, am Tag des jüngsten Gerichts) – Mozart ließ sich hier offenbar vom Text inspirieren.
Das gilt auch für den nächsten Satz Tuba mirum, der – entsprechend der üblichen deutschen Übersetzung von tuba mit Posaune – von Dreiklangsbrechungen der unbegleiteten Solo-Posaune in B-Dur, einer Mediante von d-Moll, eingeleitet wird. Nach zwei Takten setzt der Solo-Bass imitierend ein. In Takt 7 folgt eine Fermate – die einzige Stelle, die für eine Solokadenz in Frage käme. Auf die letzte Viertelnote des Bass-Solos setzt der Solo-Tenor ein, in ähnlicher Weise dann Solo-Alt und Solo-Sopran, jeweils in recht dramatischer Weise. Zum Text Cum vix justus sit securus („Wenn kaum der Gerechte sicher ist“) geht das Stück in einen homophonen Satz der vier Solostimmen über, die „cum“ und „vix“ unbegleitet auf den Taktschwerpunkten 1 und 3 artikulieren, während auf den „schwachen“ Zählzeiten 2 und 4 Violinen und Continuo antworten; dieses „Stocken“ (das vom Text her als Stocken vor dem Jüngsten Gericht gedeutet werden könnte) erklingt einmal gedämpft (sotto voce), dann forte und gleich wieder piano, worauf ein Crescendo in die Schlusskadenz führt.
Eine scharf punktierte absteigende Tonfolge im Orchester kündigt den „König von erschreckender Majestät“ (Rex tremendae majestatis) an, der dreimal mit mächtigen Chorakkorden auf die Silbe Rex in den Orchesterpausen angerufen wird. Dann übernimmt der Chor den punktierten Rhythmus des Orchesters, der in der Barockmusik als „Topos der Herrscher-Huldigung“ (Wolff) bekannt war. Der Satz hat nur 22 Takte, ist aber auf dieser kurzen Distanz sehr abwechslungsreich: Homophone und kontrapunktische Chorpassagen wechseln mehrfach und münden am Ende in eine fast unbegleitete Chorkadenz, die wiederum in einem terzlosen Klang auf d endet (wie schon beim Kyrie).
Es folgt der mit 130 Takten längste Satz des Werks (und der erste in ungeradem Metrum, nämlich im Drei-Viertel-Takt), das Recordare, in dem nicht weniger als sechs Strophen des Dies irae verarbeitet sind. In einer dreizehntaktigen Einleitung stellen zunächst die Bassetthörner das getragene Thema vor, danach beantworten die Streicher es mit absteigenden Skalenläufen, die bereits zuvor in den Violoncelli erklangen. Diese Einleitung erinnert an den Beginn des Gesamtwerkes, ebenso wie die rhythmischen und melodischen Verschiebungen (Bassetthorn I setzt einen Takt nach Bassetthorn II ein, aber einen Ganzton höher; Violinen II gegenüber Violinen I um eine Viertel verschoben usw.). Danach setzt das Soloquartett ein, in immer neuen Kombinationen der Stimmen, wobei besonders die immer wieder neu differenzierten Wechselgesangs-Muster zwischen den Stimmen beeindrucken. Wie bereits Erich Prieger 1910 feststellte, ist der Themenkopf des Recordare weitgehend identisch mit einer Passage aus Wilhelm Friedemann Bachs Sinfonia d-Moll (= Adagio und Fuge für zwei Traversflöten, Streicher und Continuo, Fk 65, Takt 32ff). Christoph Wolff nimmt hier allerdings, anders als bei Introitus und Kyrie, nicht ein bewusstes Zitat, sondern vielmehr eine Entlehnung aus dem „zeitüblichen musikalischen Vokabular“ an.

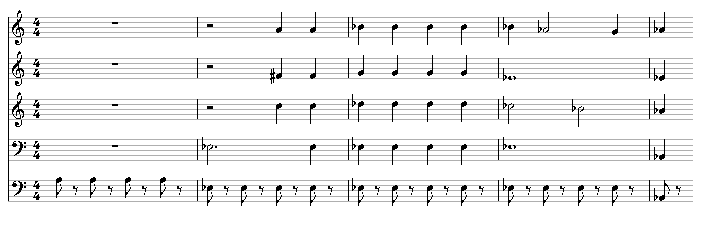
Takt 25ff. des Confutatis. Unten Generalbass (unbeziffert), darüber der vierstimmige Chorsatz zum Text Oro supplex et acclinis. Modulation von a-Moll nach as-Moll

Das anschließende Confutatis besticht durch scharfe rhythmische, dynamische und Lagenkontraste und überraschende harmonische Wendungen. Zu einer „rollenden“ Bassfigur intonieren die Männerstimmen des Chors forte und in scharf punktierten Rhythmen die Höllenvision (Confutatis maledictis, flammis acribus addictis = „Die Übeltäter sind verbannt, den sengenden Flammen übergeben“). Dann pausiert die Generalbassbegleitung, und die Frauenstimmen des Chors singen sanft und sotto voce die Bitte, sie in die Reihen der Seligen aufzunehmen (voca me cum benedictis). Schließlich führt in der nächsten Strophe – zum Text des „gebeugten Büßers“ (Oro supplex et acclinis) – eine enharmonische Modulation von a-Moll über einen verminderten Septakkord nach Es7 und schließlich as-Moll; diese überraschende Absenkung der Basis wird mit starkem Effekt wiederholt, bis schließlich F erreicht ist, nun aber in Dur. Ein Septakkord auf A führt zum letzten Satz des Dies irae, dem Lacrimosa, das ohne Pause anschließt.
Im wiegenden Zwölfachteltakt beginnen die Streicher piano mit Seufzermotiven, zu denen nach zwei Takten der Chor hinzutritt (Lacrimosa = „tränenreich“). Eine ausholende Geste mit aufsteigender Sext und eine fallende Sekunde verleihen dem Sopran einen intensiv schmerzlichen Ausdruck. Nach weiteren zwei Takten beginnt die Sopranstimme des Chorsatzes Im Rhythmus punktierter Viertel anzusteigen (zum Text resurget = „wird auferstehen“), zunächst diatonisch und – wegen der Notierung in Achteln und Pausen – zögernd, dann legato und chromatisch mit mächtig anschwellender Dynamik. In Takt 8 ist bereits das Forte erreicht – und hier brach Mozarts Manuskript ab. Süßmayr setzt den homophonen Chorsatz fort, der schließlich in ein Zitat des Requiem-Beginns (im Chorsopran) und eine zweitaktige Amen-Kadenz mündet.

### Offertorium
Der erste Satz des Offertoriums, das Domine Jesu, beginnt mit einem piano gesungenen Thema, das (in der Sopranstimme des Chorsatzes) aus den Tönen eines g-Moll-Dreiklangs in aufsteigender Folge besteht. Dieses Thema wird später auf anderen harmonischen Stufen variiert: As-Dur, b-Moll, dann folgt die Dur-Terz D. Das Soloquartett verarbeitet es später in einer absteigenden Quintkanonfolge, wobei der Terzton ständig zwischen der Mollterz (im Aufstieg) und der Durterz (im Abstieg) variiert. Zwischen diesen thematischen Passagen liegen forte artikulierte, oft unisono gesungene Phrasen in punktierten Rhythmen (etwa auf den Text „Rex gloriae“ = „ruhmreicher König“ oder auch „de ore leonis“ = „[rette uns] vor dem Rachen des Löwen“). Dieses abwechslungsreiche Geflecht wird weiter variiert durch ein Fugato der Chorstimmen mit sehr großen Intervallstürzen (zum Text „ne absorbeat eas tartarus, ne cadant in obscurum“ = „dass sie nicht die Hölle verschlinge, dass sie nicht in die Finsternis stürzen“). Den Satz schließt das Quam olim Abrahae ab, das zunächst als Fuge erklingt und dann in einen scharf rhythmisierten homophonen Satz übergeht, der schließlich in G-Dur endet. Die überraschende Ähnlichkeit des Fugenthemas Quam olim Abrahae mit Michael Haydns Version weist darauf hin, dass Süßmayrs abschließende Niederschrift des Requiems nach Mozarts Tod „in keiner Weise von Mozarts ursprünglichen Plänen abweicht.“

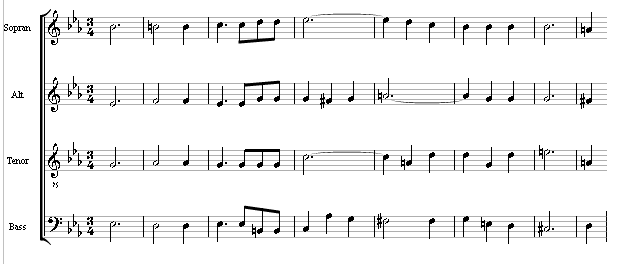
Takt 46ff. des Hostias, vierstimmiger Chorsatz zum Text Fac eas, Domine, de morte transire ad vitam, der mit starker Wirkung piano von Es-Dur in die festliche Tonart D-Dur führt – vom Tode ins Leben.

Mediantisch in Es-Dur schließt das Hostias an, das im Dreivierteltakt steht. Der fließende Vokalsatz geht nach zwanzig Takten in einzelne Ausrufe des Chores über, wechselnd im Forte und Piano. Damit ist gesteigerte harmonische Aktivität verbunden: Rückung von B-Dur nach b-Moll, dann F-Dur, Des-Dur, As-Dur, f-Moll, c-Moll und wieder Es-Dur. Über eine überraschende chromatische Melodieführung zum Text fac eas, Domine, de morte transire ad vitam („lass sie, Herr, vom Tode ins Leben hinübergehen“) wird schließlich D-Dur erreicht, und nun schließt erneut die tongetreu wiederholte Fuge Quam olim Abrahae an. Die Anweisung, dieses zu wiederholen („Quam olim da capo“), ist wahrscheinlich Mozarts letzte Tat am Requiem. Diese handschriftliche Notiz ist jedoch vermutlich 1958 auf der Weltausstellung in Brüssel, wo die Partitur gezeigt wurde, verloren gegangen – die rechte untere Ecke des letzten Partiturbogens, wo sie stand, ist offenbar von unbekannter Hand herausgerissen und gestohlen worden. Auf Faksimiles ist die Anweisung jedoch erhalten.
(Dieses Faktum wurde vom österreichischen Schriftsteller Gerhard Roth aufgegriffen und in seinem Roman Der Plan thematisiert.)

### Süßmayrs Ergänzungen: Sanctus, Benedictus, Agnus Dei
Das Sanctus ist der erste Satz, der ganz von Franz Xaver Süßmayr stammt, und der einzige des ganzen Requiems in einer Kreuztonart (nämlich der „festlichen“ Tonart D-Dur, die gern für den Einsatz von Barocktrompeten genutzt wurde). Auf den mit zehn Takten Umfang sehr knapp gehaltenen Lobpreis des Herrn folgt ein fugierter Satz zum Text Osanna in excelsis im Dreivierteltakt, auffällig synkopiert.
Das Benedictus, in der Untermediante B-Dur, exponiert das Solistenquartett. Ein im ersten Durchgang zuerst von Alt und Sopran vorgestelltes Thema wird in allen vier Stimmen motivisch verarbeitet; der zweite Durchgang bringt das Thema zuerst in Bass und Tenor. Es folgt erneut das Osanna in excelsis, das diesmal in B-Dur verbleibt und variierte Stimmeinsätze aufweist. Die zu erwartende Rückmodulation zur Tonart des ersten Osanna, D-Dur, unterbleibt.
Im Agnus Dei dominiert der homophone Satz. Dreimal setzt der Text Agnus Dei an, jeweils mit chromatischen Melodieführungen und harmonischen Wendungen, die von d-Moll bis E-Dur führen (und dann wieder nach B-Dur). Der Chorbass zitiert dabei das Thema des ersten Satzes (Requiem aeternam). Attacca geht das Stück in das Lux aeterna über, das Mozarts erstem Satz (ab Te decet hymnus) und später seinem Kyrie fast notengetreu bis zum Schluss folgt, lediglich mit geändertem Text.

## Zweite Entstehung: Uraufführung, Notentext, Autografen

### Uraufführung im Plural

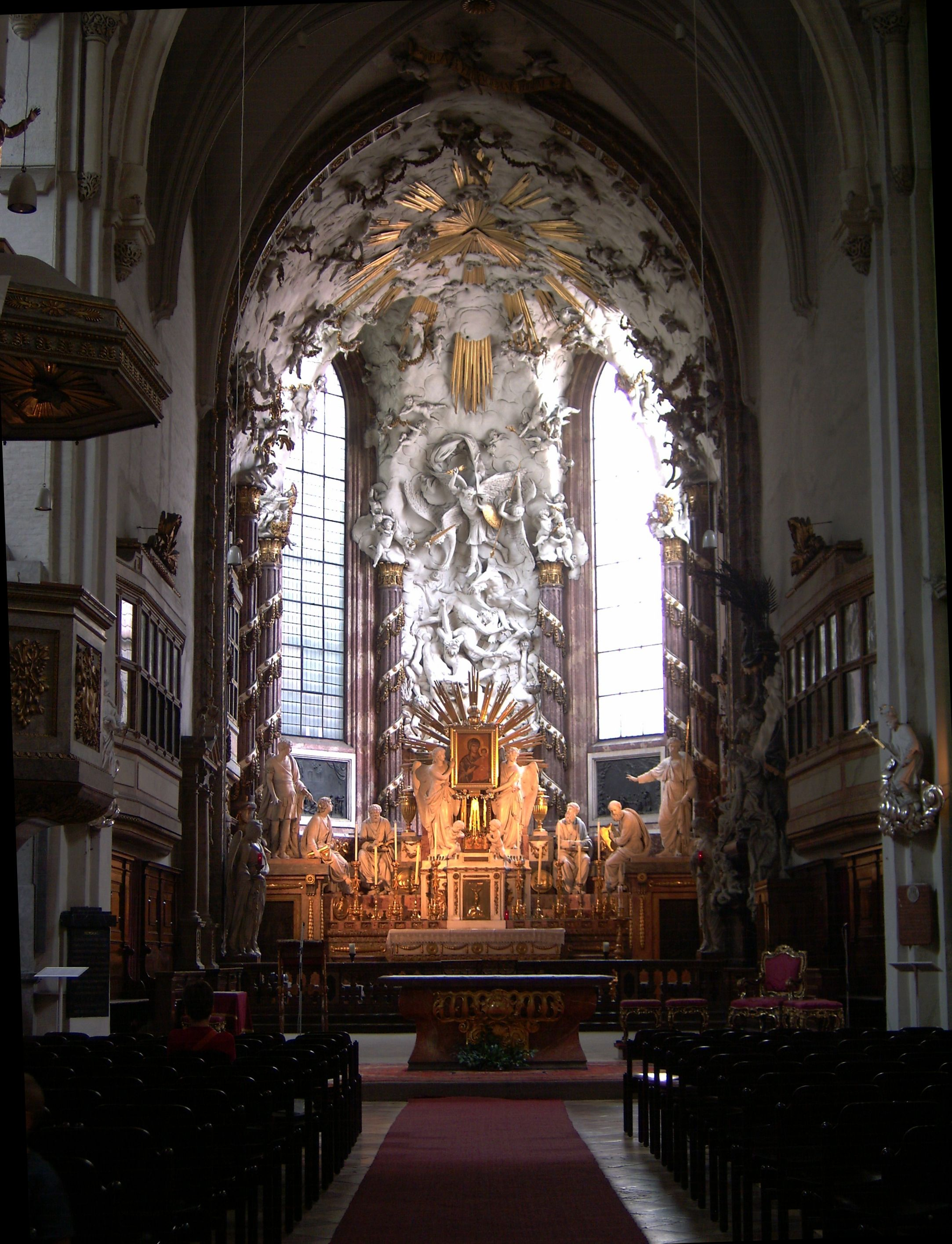
Blick auf den Hochaltar der Michaelerkirche

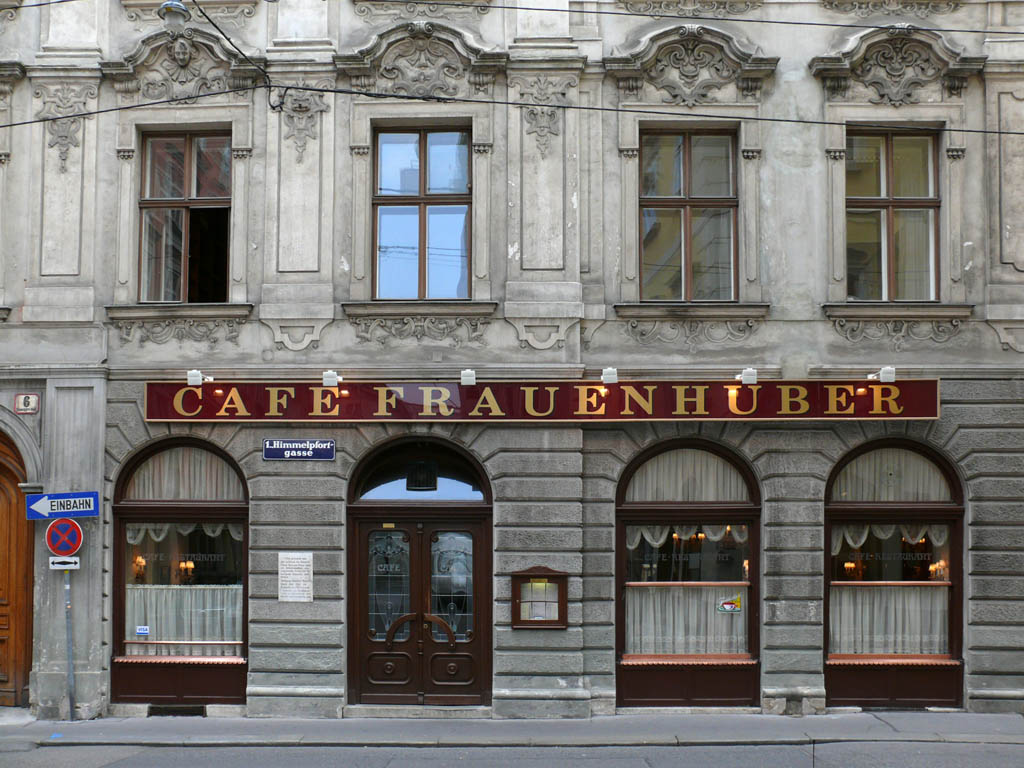
Heute befindet sich im Stockwerk unter der ehemaligen Restauration Jahn das Café Frauenhuber

Es gibt Hinweise auf eine (fragmentarische) Erstaufführung, noch bevor das Werk überhaupt fertiggestellt war, nämlich am 10. Dezember 1791 im Zusammenhang mit den Exequien für Mozart, die Emanuel Schikaneder in der Michaelerkirche zu Wien abhalten ließ, wo sich heute auch eine Gedenktafel befindet, die an dieses Ereignis erinnert. Kurz nach Mozarts Tod war am 7. Januar bereits in der Salzburger Zeitung die Rede davon, das Requiem werde „auch wirklich, wenn es abgeschrieben ist, in der St. Michaels-Kirche zu seinem Gedächtniß aufgeführt“. Dort können jedoch allenfalls die ersten beiden Sätze, Introitus und Kyrie, gespielt worden sein, da die anderen noch gar nicht vollständig vorlagen. Mit welchen Instrumenten gespielt wurde, ist unbekannt.
Die Uraufführung des Gesamtwerks fand am 2. Januar 1793 im Saal der Restauration Jahn in Wien statt, wo Mozart 1791 letztmalig als Pianist aufgetreten war. Sie wurde veranstaltet von Gottfried van Swieten im Rahmen eines Benefizkonzerts für Constanze Mozart und ihre Kinder. Die Aufführung scheint sich auf Kopien gestützt zu haben, die Constanze Mozart und Süßmayr vor der Ablieferung der Partitur hatten anfertigen lassen. Vermutlich geschah dies ohne Wissen des Auftraggebers Graf Walsegg, der die Rechte daran besaß.
Erst am 14. Dezember 1793 (in der Stiftskirche des Zisterzienserstiftes Neukloster in Wiener Neustadt) kam es zu der ersten Aufführung, die den Auftragsbedingungen und der ursprünglichen Zweckbestimmung entsprach: als Seelenmesse für die verstorbene Gräfin Walsegg. Der Auftraggeber selbst dirigierte nach dem Bericht eines der beteiligten Musiker das Werk und benutzte dazu eine Partiturabschrift, in die er als Autor sich selbst hatte eintragen lassen – offenbar ein Verfahren, das er häufiger anwandte (und das auch die anonyme Bestellung erklärt). Eine weitere Aufführung fand am 14. Februar 1794, dem dritten Todestag der Gräfin Walsegg, in der Patronatskirche des Grafen, der Wallfahrtskirche Maria Schutz in Maria Schutz am Semmering (heute zu Schottwien gehörig), statt.
Über Wien und Wiener Neustadt hinaus verbreitete sich der Ruf des Werks durch eine Aufführung im Konzertsaal des Gewandhauses in Leipzig am 20. April 1796, dirigiert von Johann Gottfried Schicht, dem späteren Thomaskantor. Die Ankündigung ist erhalten geblieben, sodass Genaueres bekannt ist. Nach dem ca. einstündigen Requiem waren weitere Mozartwerke mit zwei Interpreten vorgesehen: Constanze Mozart (Gesang) und August Eberhard Müller (Orgel). Müller war später Redakteur des Erstdrucks der Partitur.

### Wie die Handschriften zum Mozart-Requiem wurden
In der ersten ausführlichen Biografie Mozarts, die von Franz Xaver Niemetschek 1798 veröffentlicht wurde, findet das Requiem bereits recht ausführlich Erwähnung. Der Fragmentcharakter wird ebenso angesprochen wie die anonyme Bestellung.
Der Verlag Breitkopf & Härtel wandte sich nun im Lauf des Jahres 1799 an Constanze Mozart, um Verhandlungen wegen des Mozart-Nachlasses sowie eines Drucks der Requiem-Partitur aufzunehmen. Während erstere scheiterten, hatten letztere Erfolg – auch deswegen, weil Constanze Mozart nicht über die Rechte an dem Werk verfügte. Der Verlag, der bereits eine Partiturabschrift in Besitz hatte, versuchte von Constanze Mozart genauere Informationen bezüglich des Urheberrechts, der Urheberschaft sowie des genauen Notentextes zu erlangen. Constanze Mozart übersandte Breitkopf & Härtel ihre Partiturabschrift zum Abgleichen des Notentextes und gab dem Verlag den Rat, sich wegen der Einzelheiten der Fertigstellung des Werks an Süßmayr zu wenden. Tatsächlich erklärte Süßmayr in einem Brief vom Februar 1800 an den Verlag, im Wesentlichen wohl korrekt, seinen Anteil am Requiem, scheint aber nicht auf Nennung seines Namens gedrängt zu haben – denn bald darauf erschien der Erstdruck der Partitur bei Breitkopf & Härtel, der als Autor lediglich Mozart angab, einen eindeutigen Notentext lieferte und den Fragmentcharakter des Werkes in keiner Weise erkennen ließ.

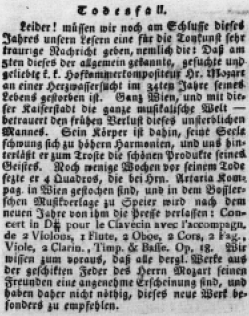
Mozarts Nachruf in der von seinem Verleger Heinrich Philipp Boßler edierten Musikalischen Korrespondenz der teutschen Filarmonischen Gesellschaft veröffentlicht vom 28. Dezember 1791

Durch die Zeitungsinserate, mit denen der Verlag für das Werk warb (so etwa im September 1799 im Intelligenz-Blatt zur Allgemeinen musikalische Zeitung Nr. XIX) wurde jedoch auch Graf Walsegg aufmerksam, trat aus seiner Anonymität heraus und stellte Forderungen an Constanze Mozart, die offenbar durch einen Kompromiss abgegolten werden konnten. Wohl auf sein Drängen hin, vielleicht aber auch im Interesse Constanze Mozarts, die dem Musikverleger Johann Anton André, dem Erwerber des Mozart-Nachlasses, gern die Originalpartitur beschafft und verkauft hätte, kam es zudem im Herbst 1800 zu einem denkwürdigen Treffen in der Wiener Notariatskanzlei von Dr. Johann Nepomuk Sortschan, der für Walsegg agierte. Dabei lagen alle wichtigen Handschriften vor: die „Ablieferungspartitur“, die der Graf erhalten hatte; die „Arbeitspartitur“, die damals im Besitz von Constanze Mozart war; dazu ein Exemplar des Erstdrucks von Breitkopf & Härtel. Maximilian Stadler und Georg Nikolaus Nissen (Constanze Mozarts zweiter Mann) vertraten die Familie Mozart. Stadler hatte den Nachlass Mozarts geordnet, kannte daher Mozarts Handschrift gut und war vermutlich auch an der Instrumentation des Offertoriums beteiligt gewesen; ihm fiel daher die Aufgabe zu, die Teile Mozarts und Süßmayrs zu trennen. Dies geschah u. a. durch „Einzäunen“ der nicht von Mozart stammenden Passagen mit einer „Bleyfeder“ in der „Arbeitspartitur“. Das Ergebnis dieser Kollationierung wurde vom Notar festgehalten und Geheimhaltung vereinbart. Dann kehrten die Originale wieder zu ihren Besitzern zurück.
Im Grunde gab es erst jetzt wirklich ein „Mozart-Requiem“ als einheitliches Werk: Die rechtlichen Fragen waren geklärt, eine Partiturausgabe existierte auf dem Markt und wurde bald durch einen Klavierauszug (erschienen bei André 1801) und Stimmausgaben (1812 in Wien) ergänzt (durchweg mit Mozart als allein genanntem Verfasser), Aufführungen, Partiturstudium und Rezensionen waren möglich. Andererseits war auch der Anteil von Süßmayr bekannt, denn sein oben angeführter Brief an Breitkopf & Härtel wurde 1801 in der Allgemeinen musikalischen Zeitung abgedruckt. Bis 1825 wurde die Werkgestalt nicht mehr nennenswert öffentlich diskutiert.

### Der Requiem-Streit
Im Jahre 1825 veröffentlichte der Herausgeber der Cäcilia – Zeitschrift für die musikalische Welt, Jacob Gottfried Weber, in dieser seinen Aufsatz Über die Echtheit des Mozartschen Requiem, der erhebliche Kontroversen nach sich zog. Er brachte nicht nur wieder die Tatsache in Erinnerung, dass Mozart nicht der alleinige Autor des Requiem war und dass bislang der Öffentlichkeit keinerlei beweiskräftige Dokumente für eine Urheberschaft vorlagen; vielmehr zog er generell in Zweifel, dass die veröffentlichte Partitur überhaupt auf Mozart zurückgehe, und vermutete, dass Süßmayr den gesamten Notentext aus evtl. „Skizzen“ zusammengebastelt habe. Großen Ärger handelte er sich aber vor allem damit ein, dass er die Authentizitätsfrage mit ästhetischen Bewertungen verknüpfte. So bezeichnete er die chromatischen Koloraturen im Kyrie (s. o.) als „wilde gorgheggj“ (Gurgeleien) und äußerte sich u. a. auch höchst despektierlich über die schroffen Gegensätze im Confutatis – deswegen wolle er sie nicht ohne Beweis Mozart zuschreiben müssen.
Webers Attacke erreichte ein recht großes Publikum und führte zu scharfen Reaktionen. Ludwig van Beethoven notierte in seinem Cäcilia-Exemplar „O du Erzesel“ und „O du doppelter Esel“ an den Rand des Artikels, auch Carl Friedrich Zelter äußerte sich in einem Brief an Goethe sehr ungnädig über Weber. Freilich war Weber mit seiner Kritik nicht allein. So verwarf auch Hans Georg Nägeli die unkonventionelle harmonische Disposition des Kyrie: „Durch eine solche Verletzung der Verwandtschaft der Tonarten … wird die Fuge zu einem barbarischen Tongewühle.“ Es kam zu einer lebhaften Debatte über die Fragen der Echtheit und der ästhetischen Wertung, die sich in verschiedenen Zeitschriften niederschlug (u. a. Cäcilia, Allgemeine musikalische Zeitung, Berliner allgemeine musikalische Zeitung). Für die Echtheitsfrage erlangte besonders die Antwort von Maximilian Stadler Bedeutung. Er verwies auf das oben beschriebene Redaktionstreffen vom Herbst 1800, das damit erstmals öffentlich bekannt gemacht wurde, und bezog sich dabei auf die Autografen Mozarts: „Ich habe diese Originalien vor kurzer Zeit zwey Mahl in Händen gehabt, und genau durchgesehen“. Ferner stellte er als erster fest, dass Mozart „den großen Händel … zu seinem Muster in ernsthaften Singsachen wählte“, und wies auf Händels „Anthem for the Funeral of Queen Caroline“ als Vorbild des ersten Satzes hin. Das war Wasser auf die Mühlen Webers, der in seiner öffentlichen Antwort in „Cäcilia“ dafür plädierte, Requiem und Kyrie als Skizzen Mozarts nach Händel anzusehen, da er Mozart kein Plagiat unterstellen wolle. Es liegt nahe, dass Weber einen Begriff von Originalschöpfung vertrat, der Mozarts freiem Umgang mit Vorbildern nicht entsprach.
Immerhin hatte Webers Attacke zur Folge, dass die Autografen Mozarts in den nächsten Jahren ans Tageslicht kamen. Zunächst veranstaltete Johann Anton André 1827 eine erste „nach Mozart’s und Süßmayr’s Handschriften berichtigte Ausgabe des Requiems“, zwei Jahre später eine Sonderausgabe der Sequenz und des Offertoriums mit Mozarts eigenem Notentext. 1829 verkaufte Stadler das Autograf der Sequenz, das er in Besitz hatte, der Hofbibliothek zu Wien, 1833 erhielt dieselbe Bibliothek von Eybler die Autografen des Lacrymosa-Fragments und des Offertoriums. Schließlich erwarb die Bibliothek 1838 auch noch die komplette „Ablieferungspartitur“ aus dem Nachlass von Walsegg, sodass nun – bis auf die oben erwähnte Skizze der Amen-Fuge – alle wichtigen Originaldokumente öffentlich zugänglich waren. Sie bilden bis heute die Grundlage für die fortdauernden Kontroverse um die „richtige“ Requiem-Gestalt.

## Zur Rezeption
Trotz der komplizierten Entstehungs- und Veröffentlichungsgeschichte war das Requiem das erste große kirchenmusikalische Werk Mozarts, das im Druck vorlag. Es erfreute sich zudem einer konstanten Beliebtheit, die von den Konjunkturen der Mozart-Rezeption kaum berührt wurde. Die Gründe dafür sind nicht rein musikalischer Natur: Die Mythen und Geheimnisse um Mozarts Ende spielten hier eine große Rolle.

### Der Beitrag der Mythenbildung
Von Beginn an war die Rezeption des Mozart-Requiems geprägt durch Legendenbildung um seine Entstehung sowie um den Tod Mozarts. Ein frühes Beispiel dafür ist ein Artikel von Johann Friedrich Rochlitz in der Allgemeinen musikalischen Zeitung von 1798, also noch vor dem Erstdruck der Partitur. Rochlitz stilisierte den „Grauen Boten“ zu einem Boten aus dem Jenseits. Mozart sei fest überzeugt gewesen, „der Mann mit dem edlen Ansehen sei ein ganz ungewöhnlicher Mensch, der mit jener Welt in näherer Verbindung stehe, oder wohl gar ihm zugesandt sei, ihm sein Ende anzumelden“. Er habe dann Tag und Nacht und bis zur Ohnmacht an dem Werk gearbeitet, denn er habe geglaubt, er „arbeite dies Stück zu seiner eigenen Totenfeier“. Bei derartigem Eingreifen jenseitiger Gewalten sei es kein Wunder, „daß so ein vollendetes Werk zustande kam“. Der Bericht stützte sich auf wenig zuverlässige Informationen von Constanze Mozart und ist durch den autografen Befund, der keine Zeichen von Hast erkennen lässt, keineswegs gedeckt. 

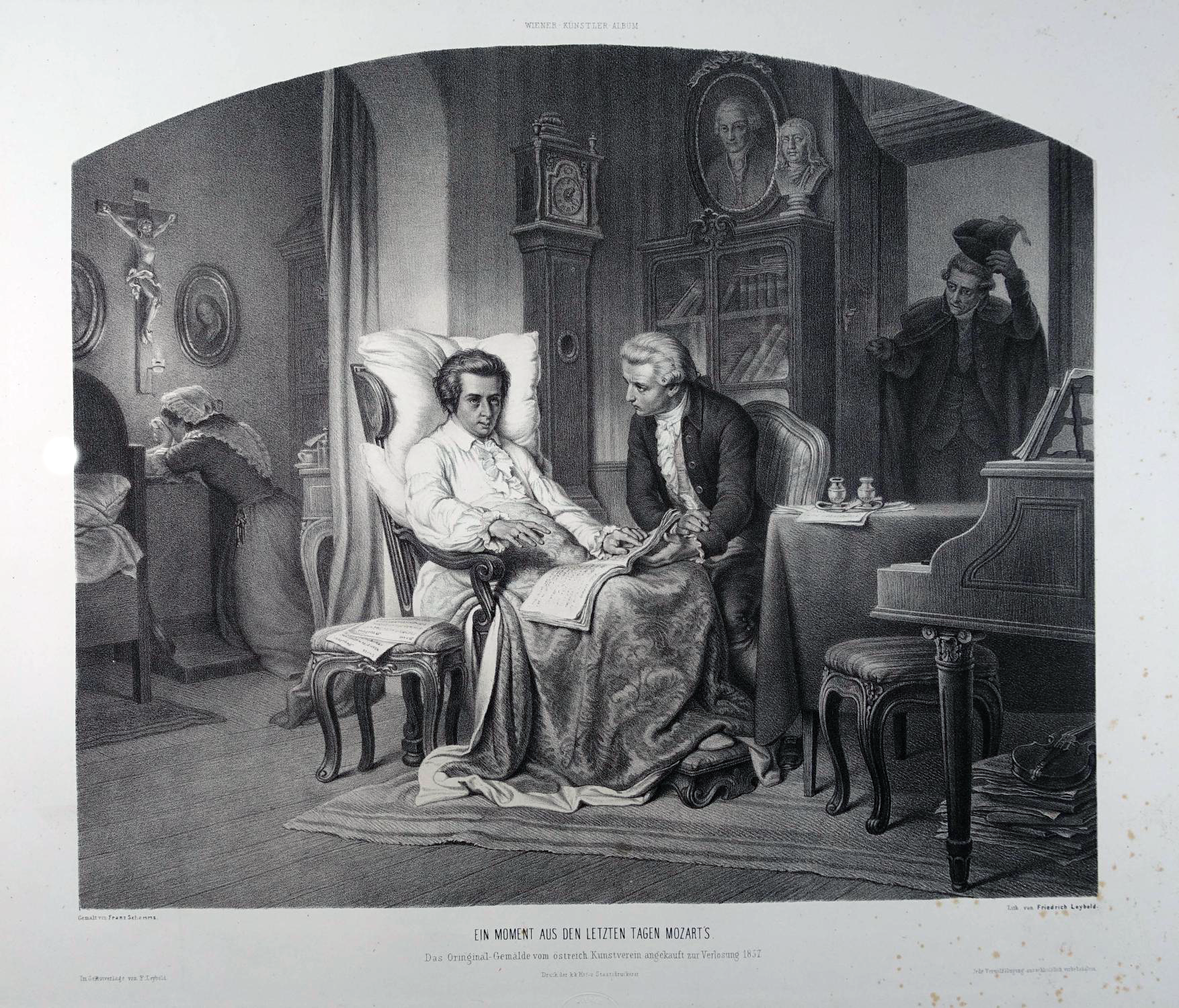
Ein Moment aus den letzten Tagen Mozarts – Lithografie von Friedrich Leybold aus dem Jahr 1857 nach Schilderungen von Franz Schramms

Er erhöhte jedoch die Neugier auf Mozarts letztes Werk und wurde später immer wieder aufgegriffen und weiter ausgeschmückt, unter anderem durch bereits frühzeitig umlaufende Gerüchte, Mozart sei einem Giftmord zum Opfer gefallen, womöglich durch seinen Konkurrenten Antonio Salieri. Dieser Zug spielt vom frühen 19. Jahrhundert bis heute, von Alexander Puschkins Drama Mozart und Salieri (das Rimski-Korsakow als Vorlage zu seiner gleichnamigen Oper Mozart und Salieri diente) bis zu Miloš Formans Film Amadeus, eine zentrale Rolle in der Rezeption des Werkes.
Rochlitz war es auch, der – in einem Aufsatz Mozart und Raphael in der Allgemeinen musikalischen Zeitung – die Grundlagen für eine Parallelisierung von Mozart und Raffael legte. Im Lauf des 19. Jahrhunderts wurde es zum Topos, Mozart als „Raffael der Musik“ zu bezeichnen, als einen naiv komponierenden, heiteren Götterliebling, der alles veredelte, was er anfasste. In dieser Tradition erschien das Requiem geradezu als Passion Mozarts – ebenfalls eine Verklammerung der mythisch aufgeladenen Biografie mit dem Werk.

### Der Weg zur „Staatskomposition“
Zugleich etablierte sich das Werk früh als ein Musterbeispiel für das Erhabene in der Musik. So schätzte Johann Adam Hiller, Leiter der Musikübenden Gesellschaft am Leipziger Gewandhaus und Thomaskantor, auf den die oben erwähnte Aufführung vom 20. April 1796 zurückgeht, das Werk sehr hoch ein – nach Grubers Urteil deshalb, weil es „dem pathetischen Musikgeschmack am ehesten entsprach“. Er überschrieb seine Kopie der Partitur mit „opus summum viri summi“ (höchstes Werk des höchsten Mannes). Vor allem aber unterlegte er einen deutschen Text und schuf so eine wichtige Voraussetzung dafür, das Werk von der kirchlichen in die säkulare Umgebung, den Konzertsaal, zu übertragen. Da Hiller bei seinen Aufführungen etwa von Händels Messiah dazu neigte, die Chöre sehr stark zu besetzen und damit einen Eindruck des Monumentalen zu schaffen, dürfte dies auch für die Requiem-Aufführung zutreffen.
In der Folge wurde das Requiem bereits früh im 19. Jahrhundert im deutschsprachigen Raum und bald auch darüber hinaus zu einer förmlichen „Staatskomposition“. 1800 wurde es in Berlin von der Singakademie bei der Totenfeier für ihren Stifter Carl Friedrich Christian Fasch aufgeführt – der dabei anwesende Jean Paul rühmte in einem Brief an Johann Gottfried Herder den Gegensatz zwischen „Mozartischen Donnerwolken“ und „Nachtigallengesang“. 1803 erklang es bei der prunkvollen Totenfeier für Friedrich Gottlieb Klopstock, 1808–1810 bei den jährlichen Gedenkfeiern auf Schloss Ludwigslust für die verstorbene Herzogin Luise Charlotte zu Mecklenburg, 1812 in Wien bei der Enthüllung eines Denkmals für Heinrich Joseph von Collin und in Berlin bei der Totenfeier für die preußische Königinwitwe, in Frankreich und Neapel bei der Totenfeier für einen französischen General, und später bei den offiziellen Totenfeiern für Ludwig van Beethoven, Frédéric Chopin und viele andere Musiker.

### Romantische Kritik: E. T. A. Hoffmanns wegweisende Besprechung
Die Frühromantiker schätzten Mozarts Profanmusik großenteils sehr und gaben ihr Züge einer Kunstreligion. Das galt jedoch im Allgemeinen gerade nicht für seine Kirchenmusik, die im Zuge der romantischen Palestrina-Verehrung ebenso kritisiert wurde wie die Messen Joseph Haydns. Die klassische Kirchenmusik galt als zu weltlich, opernhaft und virtuos, sie verdecke somit die religiöse Botschaft. Ludwig Tieck etwa lässt in einem Dialog im Phantasus eine Figur räsonieren, die Musik sei „die religiöseste“ der Künste und könne „nicht pathetisch sein, und auf ihre Stärke und Kraft pochen, oder sich in Verzweiflung austoben wollen“. Das wird in der Folge direkt auf Mozart und das Requiem bezogen: „Ich müßte ohne Gefühl sein, … wenn ich den wundersamen, reichen und tiefen Geist dieses Künstlers nicht ehren und lieben sollte, wenn ich mich nicht von seinen Werken hingerissen fühlte. Nur muß man mich kein Requiem von ihm wollen hören lassen, oder mich zu überzeugen suchen, daß er, so wie die meisten Neueren, wirklich eine geistliche Musik habe setzen können.“
Kritik dieses Typs spielte in der Romantik und später im Cäcilianismus eine große Rolle; doch gerade in der bedeutendsten romantischen Besprechung wird das Requiem von dieser Kritik ausgenommen, nämlich in dem von E. T. A. Hoffmann in der Allgemeinen musikalischen Zeitung von 1814 veröffentlichten Aufsatz „Alte und neue Kirchenmusik“. Hoffmann kritisierte hier vernichtend die „ekle Süsslichkeit“ der neueren Kirchenmusik und nahm davon auch die Messen Haydns und Mozarts nicht aus, die ohnehin Auftragswerke gewesen seien. Mozart habe „indessen in einem einzigen Kirchenwerke sein Inneres aufgeschlossen: und wer wird nicht von der glühendsten Andacht, von der heiligsten Verzückung ergriffen, die daraus hervorstrahlt? Sein Requiem ist wol das Höchste, was die neueste Zeit für den kirchlichen Cultus aufzuweisen hat.“ Die musikalische Begründung ist bemerkenswert: Mozart verzichte auf die „bunten, krausen Figuren“, die sonst so häufig als Verzierungen verwendet würden „wie aufgeklebte, knisternde Goldflitter“, und konzentriere die neuen instrumentatorischen Möglichkeiten der Wiener Klassik ganz auf die Verherrlichung des „echtkirchlichen“ Gefühls. Bezeichnenderweise kritisiert Hoffmann allein das Tuba mirum, die einzige Stelle, die solistischen Glanz ermöglicht, ja verlangt, als gar zu „oratorienartig“. Er fügt eine Bemerkung an, die sich kritisch auf die frühe säkulare und monumentalisierende Aufführungspraxis bezieht: „Das Requiem, im Concertsaal aufgeführt, ist nicht dieselbe Musik; die Erscheinung eines Heiligen auf dem Ball!“
Hoffmanns Text war in der Rezeptionsgeschichte sehr wirkungsmächtig und wurde immer wieder, direkt oder indirekt, zitiert. Noch bei Alfred Einstein findet sich die Bemerkung, der Soloposaunist im Tuba mirum mache den Eindruck, sich produzieren zu wollen, statt die Schrecken des Jüngsten Gerichts anzukündigen – und dies sei die problematischste Stelle des Requiems in Mozarts eigenem Notentext. Und noch Nikolaus Harnoncourt hält Mozarts Requiem für „Mozarts einziges Werk mit autobiographischem Bezug“.

### Zwischen Gedenktagsmusik und himmlischer Gegenwelt
Dies änderte jedoch nichts daran, dass das Requiem weiterhin besonders häufig als repräsentative, monumental-pathetische Trauer- und Gedenktagsmusik aufgeführt wurde: so bei der Totenfeier für Napoleon anlässlich der Überführung seiner Leiche in den Invalidendom und bei der Feier zum 100. Todestag Mozarts im Salzburger Dom. Dies galt später auch für die junge Sowjetunion: So wurde es am 1. Mai 1918 für „die Gefallenen der Revolution“ im Petersburger Winterpalast aufgeführt, kurz danach zum 100. Geburtstag von Karl Marx und zum ersten Jahrestag der Oktoberrevolution. Eine bemerkenswerte Kuriosität ist die Pariser Aufführung des Don Giovanni 1834, in der das als gar zu profan empfundene und deshalb häufig fortgelassene Schluss-Sextett (nach der Höllenfahrt des Protagonisten) durch Sätze aus dem Requiem ersetzt wurde. Selbst zu Zeiten, als die Opern Mozarts an den europäischen Opernhäusern immer seltener wurden (ab ca. 1870), wurde nach wie vor häufig das Requiem gegeben – eben bei „entsprechenden Anlässen“. Freilich wuchs die Kritik an diesen Ritualen: George Bernard Shaw, ein großer Verehrer Mozarts, spöttelte über den „Geist frommer Schwermut“, der sich in der Werkwahl bei solchen Feiern abbilde. Und 1915 schrieb Karl Kraus sein Gedicht „Beim Anblick eines sonderbaren Plakats“ – das titelgebende Plakat kündigt eine Requiem-Aufführung zu wohltätigen Zwecken an, doch das lyrische Ich sieht überall nur Mörser, selbst in der Darstellung eines Kirchenfensters auf dem Plakat. Kraus stellt die „himmlische Musik“ Mozarts der Propaganda gegenüber, die mit ihr getrieben werde, Mozarts Requiem kontrastiert er mit dem Requiem Europas: dem Ersten Weltkrieg.
Ein abschreckendes Beispiel der von Kraus kritisierten staatlichen Vereinnahmung des Mozart-Requiems stellt eine Schallplattenaufnahme von 1941 mit Bruno Kittel und den Berliner Philharmonikern zum 150. Todestag Mozarts dar. Hier wurde im Text jeglicher Hinweis auf die jüdischen Wurzeln des Christentums entfernt. So hieß es etwa „Te decet hymnus, Deus in coelis“ statt „Deus in Sion“ (also „Gott im Himmel“ statt „Gott in Zion“) und „hic in terra“ („hier auf Erden“) statt „in Jerusalem“; „Quam olim Abrahae promisisti“ („wie Du einst Abraham versprochen hast“) wurde zu Quam olim homini promisisti („wie du einst dem Menschen versprochen hast“).
Theologen wie Karl Barth und Hans Küng wiederum meinten nach dem Zweiten Weltkrieg, in Mozarts Werk „Spuren der Transzendenz“ und „einen besonderen, direkten Zugang des lieben Gottes zu diesem Menschen“ feststellen zu können.

### Neubewertungen
In den 1970er Jahren setzte eine Neubewertung des Werkes ein, die vor allem aus zwei Quellen gespeist wurde. Erstens hatte es im Zuge der Arbeiten an der Neuen Mozart-Ausgabe eine verstärkte philologische Arbeit an den vorhandenen Quellen gegeben. Süßmayrs Instrumentation und Ergänzungen, die von Beginn an Kritik auf sich gezogen hatten, wurden eingehend betrachtet und analysiert und mit Eyblers Vorarbeit verglichen. Durch Papier- und Handschriftenuntersuchungen und neue Skizzenfunde konnte der Entstehungskontext des Werkes erheblich genauer ausgeleuchtet werden. In diesem Zusammenhang entstand eine Serie von Neueinrichtungen des Werks, die durchweg versuchten, die neuen Kenntnisse sowohl über das Werk als auch über den historischen Kontext auszuwerten.
Zum anderen begann die Historische Aufführungspraxis auch auf die Rezeption des Mozart-Requiems Einfluss zu nehmen. Es wurde Kritik an den bekannten repräsentativen Schallplattenaufnahmen, etwa von Bruno Walter (erste Gesamtaufnahme des Requiems, 1937), Karl Böhm oder Herbert von Karajan laut. Man nahm die barocken und archaischen Elemente des Werkes ernster als zuvor, experimentierte mit Knabenstimmen, historischen Instrumenten, kleinen Besetzungen, flotteren Tempi und stärker dem Barock angenäherter Artikulation und Phrasierung (Stichwort „Klangrede“). In den Aufnahmen von John Eliot Gardiner (mit den English Baroque Soloists 1986), Nikolaus Harnoncourt (mit seinem Concentus Musicus Wien) oder Christoph Spering (2002) klang das Requiem weniger opulent, dafür durchhörbarer, transparenter, zum Teil auch strenger. Auch das Fragmentarische des Werks wurde stärker betont: So sind auf Sperings Einspielung sogar Tracks mit den reinen Vokal- und Generalbassstimmen aus Sequenz und Offertorium enthalten, wie sie in Mozarts Handschrift vorliegen. Und 1995 ließ der Dirigent Bernhard Klee bei einer Konzerttournee anlässlich des 50. Jahrestags des Atombombenabwurfs auf Hiroshima den Lacrimosa-Satz nach dem achten Takt abbrechen – um gleich darauf Luigi Nonos Oratorium Canti di vita e d’amore. Sul ponte di Hiroshima anzufügen.
Neuere Aufnahmen benutzen oft die revidierte Fassung von Beyer (s. u., Abschnitt Neufassungen); in den letzten Jahren wird zunehmend auch die Levin-Fassung musiziert. Aufnahmen der radikaleren Neufassungen (Maunder, Druce) konnten sich bislang nicht durchsetzen.

### Allgegenwärtige Vermarktung
Heutzutage erfreut sich das Werk (nachvollziehbar anhand unzähliger Aufführungen und diverser CD-Angebote im Niedrigpreis-Sektor) allgemeiner Popularität, die durch die allgegenwärtige Vermarktung des Mozartschen Werks noch gesteigert wurde. Es gibt verjazzte Versionen und Aufführungen, die durch Ballett und Tanz angereichert werden. Auch an der vielfältigen Verwendung in der Populärkultur lässt sich die ungebrochene Beliebtheit des Werkes festmachen. Requiem-Sätze wurden bereits 1968 in der Filmmusik zu Teorema – Geometrie der Liebe von Pier Paolo Pasolini benutzt, später bei Eyes Wide Shut, The Big Lebowski, Der König der Löwen, Zwielicht, X-Men 2, Die Unglaublichen – The Incredibles, Elizabeth, Revolver, Watchmen und natürlich in Amadeus. In der aktuellen Musik findet es Verwendung vor allem bei Metalbands (Symphony X, Children of Bodom, Moonspell), aber auch im Werk anderer Künstler (Ludacris, Tarja Turunen, Sweetbox, Trans-Siberian Orchestra, Evanescence, Julian Rosefeldt). Selbst in die Welt der Videospiele hat es Einzug gehalten, es ist eines der Hauptthemen in Onimusha 3: Demon Siege und kommt im Trailer zu Command & Conquer 2 zum Einsatz. In all diesen Bereichen genießen insbesondere das „Dies irae“ und das „Lacrimosa“ große Beliebtheit.

### Produktive Rezeption
Die posthume Berühmtheit und Popularität des Requiems hatte Folgen: Keiner der nachfolgenden Komponisten kam mehr an diesem Werk vorbei, es hat die Gattungsgeschichte wesentlich geprägt. Die Requien von Joseph Eybler, Anton Reicha, Sigismund von Neukomm und auch ein frühes Requiem von Anton Bruckner beziehen sich teils bis in motivische Einzelheiten auf Mozarts Modell.
Für spätere Requiem-Vertonungen blieb vor allem der Schritt verbindlich, den das Mozart-Requiem (freilich erst nach Mozarts Tod) aus der Kirche in den Konzertsaal getan hatte. Doch verzichteten sie im Allgemeinen auf direkte Bezüge zu Mozarts Werk und bemühten sich eher um Absetzung vom gattungsgeschichtlichen Vorbild. So ging Hector Berlioz in seiner Grande Messe des Morts eher auf die französische Tradition von François-Joseph Gossec zurück: mit sehr großer Besetzung und räumlich verteilten Instrumentengruppen. Giuseppe Verdi, der mit seiner Messa da Requiem eine ebenfalls sehr erfolgreiche Vertonung des Requiem-Texts geschaffen hat, benutzte beispielsweise die punktierte fallende Linie aus Mozarts Rex tremendae majestatis in modifizierter Form, übertrug sie aber dem Chorbass und ließ sie fortissimo in die bange Frage nach dem Jüngsten Gericht „hineinstürzen“. Auch die weitere Entwicklung des Satzes mit ihrer dramatischen Aufgipfelung verläuft ganz anders als bei Mozart.
Ein Zeugnis der Wirkung des Requiems in der bildenden Kunst ist der 1991–2000 entstandene Bilderzyklus des zeitgenössischen Malers Thomas Grochowiak. Er nimmt jeweils einen Satz des Werkes als Ausgangspunkt für eine Farbkomposition.

## Neufassungen

### Historische Bearbeitungen

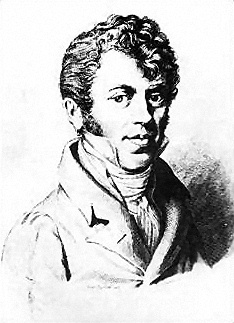
Sigismund von Neukomm, der 1821 das Requiem mit einem weiteren Satz liturgisch vervollständigte

Bereits kurze Zeit nach der Erstveröffentlichung gab es Versuche, die tradierte Fassung von Mozarts Requiem zu ergänzen. So ergänzte der Salzburger Komponist Sigismund von Neukomm, der 1816 nach Rio de Janeiro ausgewandert war, das Werk für eine Aufführung in Brasilien um das Responsorium „Libera me, Domine“. Neukomms liturgisch begründete Vervollständigung des Requiems, von der zwei Niederschriften erhalten sind, wurde erst im ausgehenden 20. Jahrhundert wiederentdeckt. Ulrich Konrad fand zwei Niederschriften, eine in der Akademischen Musikbibliothek Stockholm, eine andere in der Französischen Nationalbibliothek. Seine für den Druck aufgearbeitete Version wurde 1996 aufgeführt und vom Verlag Breitkopf & Härtel publiziert sowie 1999 für eine Radiosendung und CD-Ausgabe aufgezeichnet. In Unkenntnis des Fundes und der Erstausgabe kam Jean-Claude Malgoire im November 2005 mit einer vermeintlichen Ersteinspielung der Neukomm-Fassung auf CD heraus.
Lange Zeit blieb danach die Süßmayr-Fassung des Werks die einzig aufgeführte, obwohl immer wieder deutliche Kritik an Süßmayrs Instrumentation und vor allem den von ihm neu geschriebenen Sätzen aufkam. Ein erster Versuch, eine Alternative zu schaffen, kam 1923 von Gerhard von Keußler. In seinem Artikel Mozart ohne Süßmayr schlug er vor, Süßmayrs Neukompositionen des Sanctus, Benedictus und Agnus Dei durch Sätze aus anderen Messen Mozarts zu ersetzen. Diesem Vorschlag scheint aber kaum jemand gefolgt zu sein.
Für eine Aufführung unter Eduard van Beinum 1941 zum 150. Todestag Mozarts verfasste der damalige stellvertretende künstlerische Direktor des Amsterdamer Concertgebouw-Orchester, Marius Flothuis, eine revidierte Fassung von Süßmayrs Version. Flothuis speckte die Orchesterbesetzung ein wenig ab (insbesondere verzichtete er auf die Trompeten in Sanctus und Benedictus und weitgehend auch auf die Posaunenunterstützung für die Singstimmen) und schob im Benedictus zwei modulierende Takte ein, um den Tonartwechsel bei der Wiederholung der Osanna-Fuge zu vermeiden. Kurz vor Flothuis Tod 2001 wurde diese Fassung erstmals auf Tonträger aufgenommen (von Jos van Veldhoven mit Orchester und Chor der Nederlandse Bachvereniging).

### Requiem but no peace
Nach dem Zweiten Weltkrieg kam die Diskussion um Süßmayrs Ergänzungen nicht mehr zur Ruhe, wie Friedrich Blumes einflussreicher Artikel Requiem but no peace (1961) schon im Titel eindrucksvoll zeigt. Vor allem die Instrumentation Süßmayrs stand im Mittelpunkt der Kritik. Erste Versuche stammen von Wilhelm Fischer, Ernst Hess und Karl Marguerre.
In einem im Mozart-Jahrbuch von 1959 veröffentlichten Artikel analysierte Hess akribisch die Schwächen der Süßmayrschen Version und schlug in zahlreichen Notenbeispielen konkrete Änderungen und Verbesserungen vor. Mehrere dieser Vorschläge flossen in die späteren Neufassungen von Franz Beyer, Richard Maunder und Robert Levin ein. Eine in Hess’ Werkverzeichnis aufgeführte Ergänzung und Neuinstrumentierung ist derzeit nicht auffindbar.
Marguerre, der 1962/63 einen Aufsatz über Süßmayrs Passagen im Requiem veröffentlicht hatte, erarbeitete in den 1960er Jahren eine Fassung, die er vielfach mit dem Chor und Orchester der Technischen Hochschule Darmstadt aufführte. Seine Enkelin Dorothee Heath bearbeitete diese Fassung nach seinem Tod und gab sie im Druck heraus. Öffentlich wurde sie am 26. November 2016 in Münster aufgeführt. Marguerres Version erweiterte insbesondere die von Süßmayr angegebene Instrumentation um hohe Holzbläser (Oboe, Klarinette, Flöte) und griff an einzelnen Stellen auch in Süßmayrs Notentext ein, wo er dessen Satz als ungeschickt betrachtete.
1971 legte Franz Beyer eine komplette Neufassung des Requiems vor, die er für die zweite Auflage 1979 noch einmal revidierte. Er griff vor allem in Süßmayrs Instrumentenstimmen ein und beseitigte Ungeschicklichkeiten im Satz (etwa unbeabsichtigte Quintparallelen). Etwas weiter gingen seine Änderungen in den ganz von Süßmayr stammenden Partien (so veränderte er die Choreinsätze im hinteren Teil des Lacrimosa). Beyers behutsame Revision etablierte sich neben der traditionellen Süßmayr-Fassung in der Aufführungspraxis und wurde u. a. von Nikolaus Harnoncourt, Leonard Bernstein und Neville Marriner aufgenommen.
Der Musikwissenschaftler und Mozart-Forscher Hans-Josef Irmen hingegen griff auf Keußlers Idee zurück, Mozart mit Mozart zu vervollständigen. Unter anderem ersetzte er das Sanctus und Benedictus durch den Chor „Gottheit über alles mächtig“ aus Mozarts Thamos-Musik, dem er den liturgischen Sanctus-Text unterlegte. Um eine Amen-Fuge zu gewinnen, fügte er die Chorfuge „Laudate pueri“ aus Mozarts Vesperae solennes de Confessore ein. Irmens Fassung wurde 1978 unter anderem in Düsseldorf und Antwerpen aufgeführt und erschien im selben Jahr im Partiturdruck. Da der Prisca-Verlag (der Eigenverlag des Autors) allerdings nach dem Tod Irmens 2007 liquidiert wurde, ist diese Fassung nicht mehr erhältlich.
Eine radikale Neufassung legte Richard Maunder vor. Diese wurde 1983 von Christopher Hogwood mit der Academy of Ancient Music eingespielt und erschien 1988 im Partiturdruck. Maunder verwarf Süßmayrs Sanctus und Benedictus komplett und schloss sie aus dem Werk aus, nur das Agnus Dei erschien ihm aufgrund eingehender Vergleiche mit anderen Kirchenwerken Mozarts akzeptabel. Ferner komponierte er für den Abschluss des Lacrimosa eine Amen-Fuge, für die er Mozarts Skizzenblatt sowie eine Fuge für Orgelwalze von Mozart (KV 608) als Ausgangspunkt nutzte. Auch in Süßmayrs Instrumentation griff er massiv ein.
Drei weitere Vervollständigungsversuche entstanden aus Anlass des 200. Todestags Mozarts 1991. H. C. Robbins Landon schuf eine Neufassung für die Aufführung Georg Soltis mit den Wiener Philharmonikern und dem Chor der Wiener Staatsoper im Stephansdom am 5. Dezember 1991 und publizierte die Partitur 1992. Landon verzichtete auf Neukompositionen, orientierte sich aber in der Instrumentation erheblich stärker als die bisherigen Bearbeiter an Joseph Eyblers Arbeit.
Die Vervollständigung von Duncan Druce hingegen griff tiefer in die Substanz des Werks ein. Druce ging es wie Maunder um eine weitgehende Tilgung der Beiträge Süßmayrs, doch ersetzte er sie in viel höherem Maße durch Neukompositionen. Dabei strebte er an, „sich weniger in Mozart als vielmehr in einen fähigen Komponisten des 18. Jahrhunderts hineinzuversetzen, der Mozarts Stil nahegestanden und sein Handwerkszeug recht gut gekannt hätte“. So komponierte Druce ebenfalls eine Amen-Fuge – weit umfangreicher als die von Maunder –, dazu kam eine weitgehende Neukomposition des Benedictus und eine instrumentale Einleitung der Communio. Druces Fassung entstand auf einen Auftrag des Yorkshire Bach Choir hin; sie wurde 1991 von Roger Norrington mit den London Classical Players und dem Schütz Choir of London eingespielt. Die Partitur erschien 1993.
Robert D. Levins Fassung schließlich wurde 1991 von Helmuth Rilling, dem Bach-Collegium Stuttgart und der Gächinger Kantorei beim Europäischen Musikfest in Stuttgart uraufgeführt (die Partitur wurde 1994 veröffentlicht). Levin ging wieder, ähnlich wie Beyer, auf Süßmayrs Fassung zurück und strebte eine musikalisch stimmigere Gestaltung von Süßmayrs Satz an. Dabei griff er auflockernd in die Instrumentation ein und hob so den vierstimmigen Vokalsatz klarer heraus. Die von Süßmayr allein stammenden Sätze veränderte er aber deutlich stärker als Beyer: Eine neukomponierte Amen-Fuge, eine verlängerte Ausarbeitung der Osanna-Fuge und eine Aufhellung des Klangbilds im Sanctus durch Einsatz von Klarinetten sind Beispiele dafür.
1996 legte der Zürcher Organist Emil Bächtold (1916–1998) eine Fassung vor, in der er ausschließlich Mozarts Fragment bearbeitete und auf die Süßmayr’schen Kompositionen Sanctus, Bendictus und Agnus Dei verzichtete. Das instrumentierte Lacrimosa-Fragment ließ Bächtold nach den von Mozart stammenden acht Takten abbrechen. Das Werk endet mit dem Hostias aus dem Offertorium. Bächtold war beeinflusst und angeregt durch seine Zusammenarbeit mit Ernst Hess. Die Uraufführung erfolgte am 20. Januar 1996 in der reformierten Kirche Bülach durch den Singkreis Zürcher Unterland, den Chor der Kantonsschule Zürcher Unterland und das Symphonische Orchester Zürich unter der Leitung von Hans Egli. Die Partitur ist nicht publiziert.
Nun stand eine ganze Serie von recht unterschiedlichen Neubearbeitungen zur Auswahl. Obwohl beispielsweise alle drei Amen-Fugen auf Mozarts Skizze zurückgingen, fielen sie doch sehr verschieden aus, wie Ulrich Konrad anmerkt. Dirigenten hatten nun auch die Möglichkeit, sich ihr eigenes Requiem zu „mischen“: Claudio Abbado beispielsweise gründete seine Aufführung mit den Berliner Philharmonikern auf die Süßmayr-Fassung, folgte aber teilweise den Korrekturen Beyers, teilweise den Änderungen Levins. Am meisten genutzt werden die tradierte Süßmayr-Fassung und die Bearbeitungen Beyers und Levins.
Im 250. Geburtsjahr Mozarts, 2006, entstand wiederum eine Neufassung, diesmal von Clemens Kemme. Sie wurde am 17. Oktober 2006 unter Frans Brüggen in Warschau uraufgeführt. Eine weitere Neufassung legte Benjamin Gunnar Cohrs 2013 vor (Uraufführung unter seiner Leitung am 20. September 2013 in Bremen und 21. September 2013 in Dortmund). Cohrs behielt – mit geringfügigen Modifikationen – diejenigen Passagen Süßmayrs bei, die seiner Ansicht nach auf Skizzen Mozarts zurückgehen; neu komponierte er den Schluss des Lacrymosa, die Fortsetzungen des Sanctus, des Benedictus und des Agnus dei, die Amen-Fuge (ausgehend von Mozarts Skizzenblatt) und die Osanna-Fuge. Die Instrumentierung fasste er auf der Grundlage von Eyblers Manuskript neu. Schließlich ergänzte Cohrs einen alternativen Schluss mit einer erweiterten plagalen Kadenz in D-Dur. 2016 veröffentlichte Pierre-Henri Dutron eine Neufassung des Requiem auf Basis von Süßmayrs Ergänzung. Es gibt eine Einspielung mit René Jacobs und dem Freiburger Barockorchester. Michael Ostrzyga erarbeitete den aktuell jüngsten, ambitionierten Ergänzungsversuch, für den er Eyblers und Süßmayrs Manuskripte neu auswertete, aber auch das historische Umfeld sorgfältig berücksichtigte. 2017 wurde diese Fassung an der Harvard University erstmals aufgeführt. Beim Rheingau Musik Festival 2019 wurde sie vom Chorwerk Ruhr und von Concerto Köln unter Leitung von Florian Helgath präsentiert und anschließend auf CD aufgenommen. Zum Erstdruck der Partitur legte Ostrzyga eine umfangreiche Darlegung der Kriterien seiner Vervollständigung vor.

## Noten
- Mozart/Günter Brosche: Requiem KV 626. Vollständige Faksimile-Ausgabe im Originalformat der Originalhandschrift in zwei Teilen nach den Musikalischen Handschriften 17.561 der Musiksammlung der österreichischen Nationalbibliothek. Akademische Druck- u. Verlagsanstalt, 1990, ISBN 3-201-01508-3
- Neue Mozart-Ausgabe, Serie I/1/Abt. 2/1: Requiem (Fragment), hrsg. von Leopold Nowak 1965 (im Anhang: die Skizze zur Amen-Fuge): Partitur und kritischer Bericht in der Neuen Mozart-Ausgabe
- Neue Mozart-Ausgabe, Serie I/1/Abt. 2/2: Requiem (Ergänzungen), hrsg. von Leopold Nowak 1965 (enthält sowohl Eyblers als auch Süßmayrs Arbeit): Partitur  in der Neuen Mozart-Ausgabe
- Mozart: Requiem für vier Solostimmen, Chor und Orchester KV 626 / Urtext des Fragments ergänzt von Franz Beyer (Partitur), Edition Kunzelmann, Adliswil 1979, überarbeitet 2006
- Mozart: Requiem K 626, überarbeitet und hrsg. von Richard Maunder, Oxford University Press, 1988
- Mozart: Requiem. Mozarts Fragment mit den Ergänzungen von Joseph von Eybler und Franz Xaver Süßmayr, vervollständigt und hrsg. von H. C. Robbins Landon, Wiesbaden, Breitkopf & Härtel, 1992
- Mozart Requiem K. 626. Completed by Duncan Druce, London, Novello, 1993
- Mozart: Requiem d-Moll KV 626, ergänzt von Robert D. Levin, Neuhausen und Stuttgart, Hänssler und Carus-Verlag, 1994
- Mozart: Requiem d-Moll KV 626, neu vervollständigt und herausgegeben von Benjamin-Gunnar Cohrs, Studienpartitur mit Kommentar: Musikproduktion Höflich, München, 2013; Aufführungsmaterial: BGC Manuscript Edition, Bremen, 2013.
- Mozart: Requiem, vervollständigt und herausgegeben von Michael Ostrzyga, Kassel u. a., Bärenreiter-Verlag, 2022
- Sigismund von Neukomm: Libera me, Domine d-Moll für Chor, Orchester und Orgel NV 186. Liturgische Komplettierung von Mozarts Requiem KV 626, herausgegeben von Ulrich Konrad, Wiesbaden, Breitkopf & Härtel 1999.
- Requiem: Noten und Audiodateien im International Music Score Library Project

### Texte
- Ulrich Konrad: Requiem, aber keine Ruhe. Mozarts Requiem – Geschichte und Ergänzungsversuche. Umfangreiche Darstellung des Musikwissenschaftlers
- Nikolaus Harnoncourt: Gedanken und Eindrücke zum Requiem – Mozarts einziges Werk mit autobiografischem Bezug
- Matthias Korten: Instruktive Gegenüberstellung der diversen Neufassungen

### Hörbeispiele
- Requiem: MIDI/MP3-Format, mit Übungsdateien für Choristen
- Requiem in der Fassung von Robert D. Levin. Sinfonieorchester und Chor des Spanischen TV. Live-Konzert.